# Žolne
Žolne (znanstveno ime Picidae) so družina ptic iz reda plezalcev, razširjena po večjem delu sveta, z izjemo avstralske celine, Nove Zelandije in Madagaskarja ter polarnih območij.
Predstavniki so večinoma srednje veliki, z razmeroma veliko glavo in močnim kljunom z ostro konico, ki ga uporabljajo za klesanje lesa – prehranjujejo se namreč z žuželkami, ki jih izdolbejo iz lesa, poleg tega pa si v lesu dolbejo tudi dupline za gnezdenje in bobnajo po njem za sporazumevanje. Vrste, ki iščejo hrano po trdem lesu, imajo vrsto prilagoditev za mehansko zaščito možganov pred udarci. Nekatere žolne namesto tega iščejo hrano po trhlem lesu ali v tleh, te imajo drugačne kljune, vse žolne pa imajo dolg, lepljiv jezik, s katerim ovijejo plen in ga potegnejo v usta. Za plezanje po drevesnih deblih, kjer stikajo za hrano, imajo zigodaktilno stopalo z dvema prstoma obrnjenima naprej in dvema nazaj ter ojačan rep za oporo.
Uspevajo v gozdnatih predelih sveta, razen nekaterih vrst, ki iščejo hrano po golih tleh, in severnoameriške vrste Melanerpes uropygialis, ki se je specializirala za puščavsko grmičevje in kaktuse. Znanih je okrog 240 danes živečih vrst, ki jih združujemo v dobrih 34 rodov. Ogroža jih predvsem izguba habitatov.

## Seznam rodov
Družina žoln Picidae vsebuje 37 rodov.
Družina: Picidae
- Poddružina: Jynginae
  - Jynx – 2 vrsti (vijeglavke , npr. vijeglavka)
- Poddružina: Picumninae[2]
  - Picumnus – (25 vrst)
- Poddružina: Sasiinae[3]
  - Verreauxia – 1 vrsta Verreauxia africana
  - Sasia – (2 vrsti)
- Poddružina: Picinae
  - Tribe Nesoctitini
    - Nesoctites – monotip: Nesoctites micromegas

  - Pleme Hemicircini
    - Hemicircus – 2 vrsti

  - Pleme Picini
    - Micropternus – monotip: Micropternus brachyurus
    - Meiglyptes – 4 vrste
    - Gecinulus – 3 vrste
    - Dinopium – 5 vrst
    - Picus – 14 vrst (žolne, npr. pivka (siva žolna), zelena žolna)
    - Chrysophlegma – 3 vrste
    - Pardipicus – 2 vrsti
    - Geocolaptes – monotip: Geocolaptes olivaceus
    - Campethera – 11 vrst
    - Mulleripicus – 4 vrste
    - Dryocopus – 6 vrst (črne žolne, npr. črna žolna)
    - Celeus – 13 vrste
    - Piculus – 7 vrst
    - Colaptes – 15 vrst (grahaste žolne)

  - Pleme Campephilini
    - Campephilus – 12 vrst
    - Blythipicus – 2 vrsti
    - Reinwardtipicus – monotip: Reinwardtipicus validus
    - Chrysocolaptes – 10 vrst

  - Pleme Melanerpini
    - Sphyrapicus – 4 vrste (muževniki, npr. apalaški muževnik)
    - Melanerpes – 23 vrst
    - Picoides – 3 vrste (triprsti detli)
    - Yungipicus – 7 vrst
    - Leiopicus – monotip: Leiopicus mahrattensis
    - Dendrocoptes – 3 vrste
    - Chloropicus – 3 vrste
    - Dendropicos – 12 vrst
    - Dendrocopos – 12 vrst (detli, npr. veliki detel in srednji detel)
    - Dryobates – 5 vrst (npr. mali detel)
    - Leuconotopicus – 6 vrst
    - Veniliornis – 14 vrst
    - Xiphidiopicus – monotip: Xiphidiopicus percussus
- Fosili Incertae sedis
  - Rod: †Palaeopicus (pozni oligocen v Franciji)
  - †Picidae gen. et sp. indet. (srednji miocen v New Mexico, ZDA)
  - †Picidae gen. et sp. indet. (pozni miocen na polotoku Gargano, Italija)
  - Rod: †Palaeonerpes (Ogallala zgodnji pliocen v Hitchcock County, ZDA)
  - Rod: †Pliopicus (zgodnji pliocen v Kansasu, ZDA)
  - cf. Colaptes DMNH 1262 (zgodnji pliocen v Ainsworth, ZDA)